# 鸭屎香

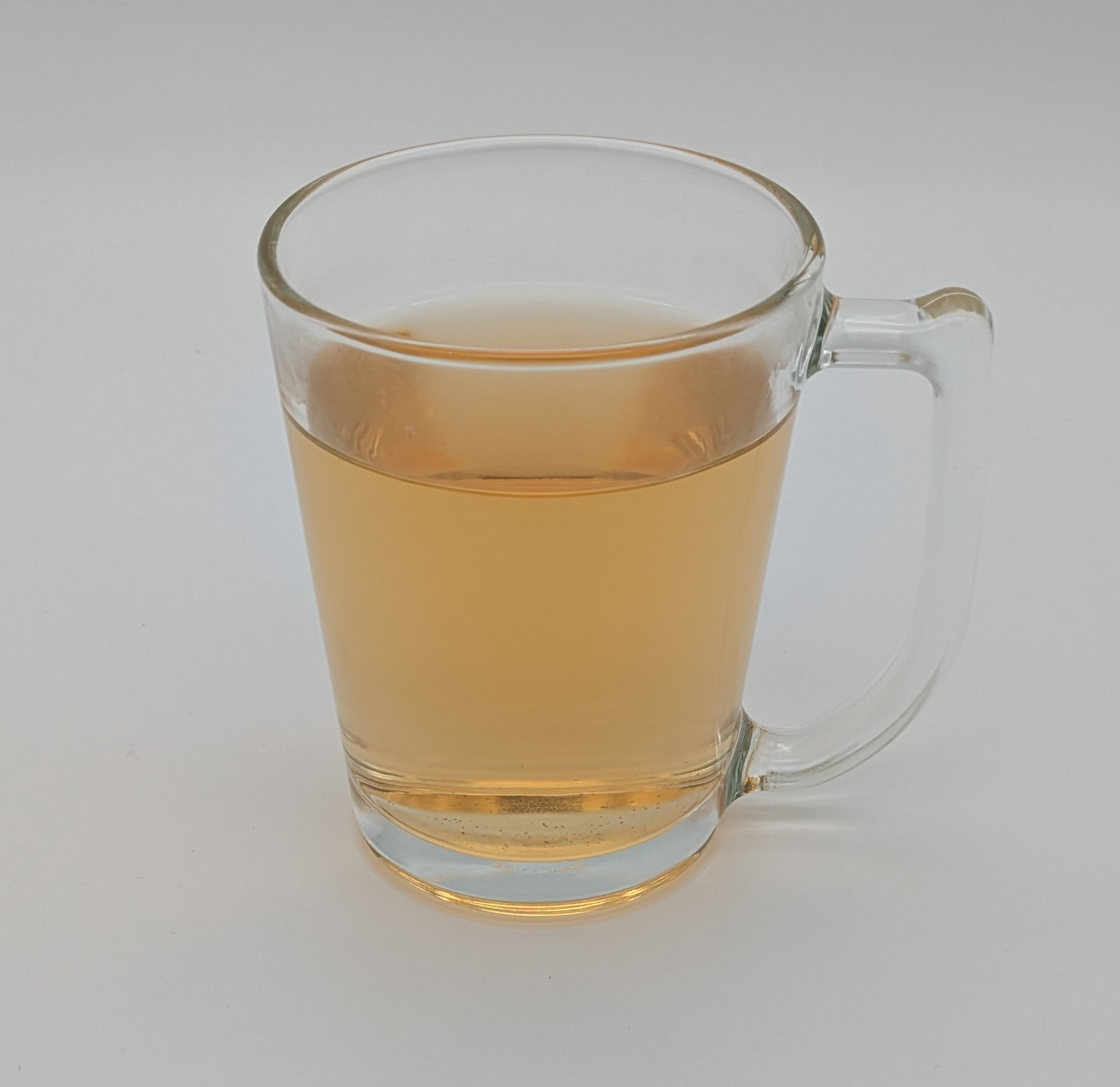
鸭屎香

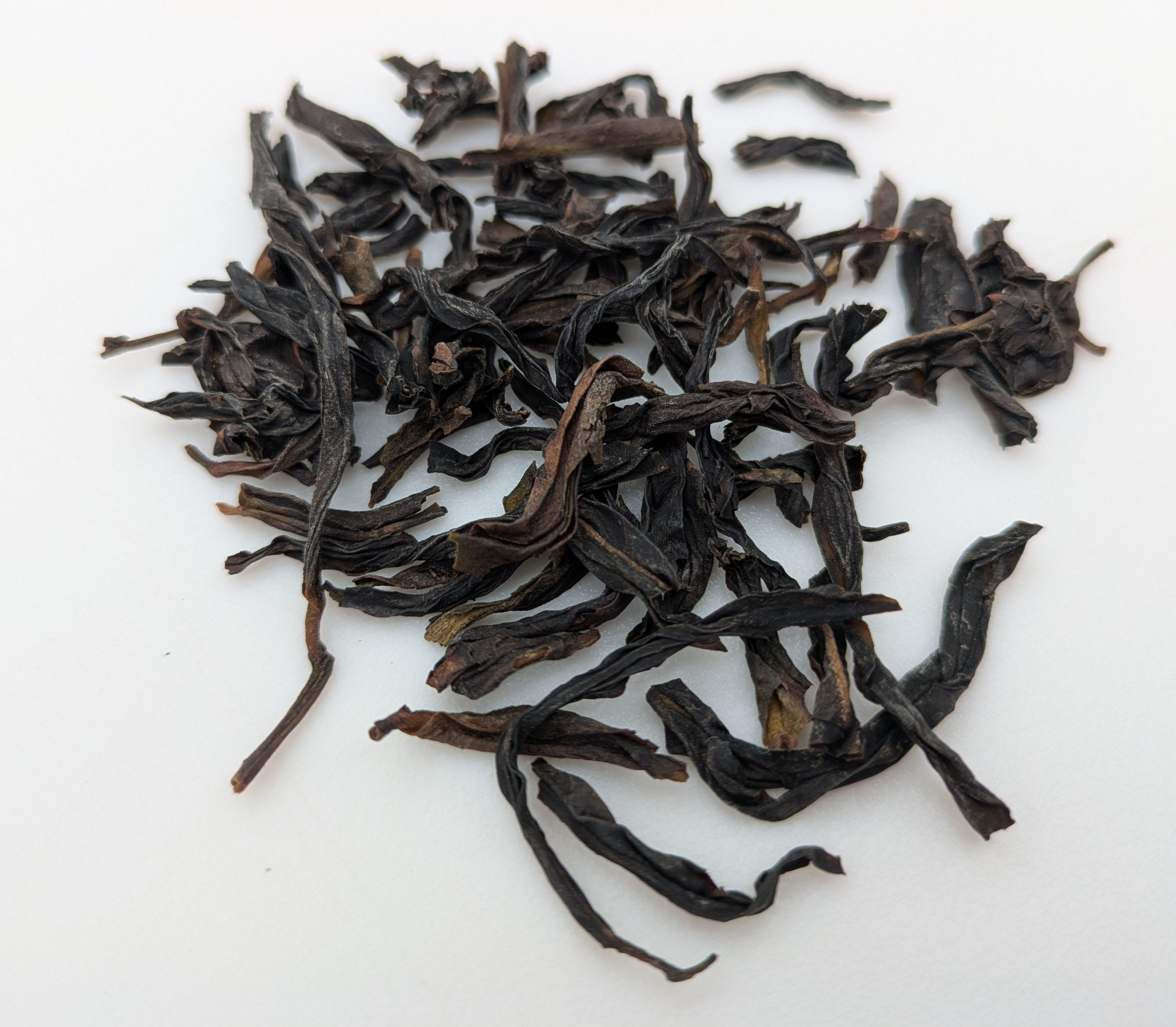
鸭屎香茶叶

银花香单丛，俗称鸭屎香，产自广东潮州，为凤凰单丛茶中的一种香型，因种在“鸭屎土”（黄壤土），茶叶叶形似鸭脚木而得名。现时，鸭屎香被广泛应用在茶饮行业。

## 历史
鸭屎香的原丛母树生长在海拔900米的潮州潮安区凤凰镇凤溪坪坑头村，于1920年代从潮州乌岽山海拔1000多米的李仔坪村移植而来，其命名与它刚引种的茶园土壤有关。该土壤在当地称“鸭屎土”，是一种富含矿物质的白垩类黄壤土。茶农为了藏香，怕被人偷种，便故意随口命名为“鸭屎香”，但茶苗也最终在凤凰镇一带嫁接扩种。产地以潮州东北部的凤凰山东南坡为主，分布在海拔500米以上的乌岽山、乌譬山、竹竿山、大质山、万峰山、双譬山等地。2014年，经过多方品鉴，茶农及专家认为该茶冲泡时冒出的香气近似金银花盛开时的香味，将“鸭屎香”更名为“银花香”单丛。
2018年，广州一家茶饮店“丘大叔”推出首款以鸭屎香为茶底的饮品“鸭屎香柠檬茶”，随即成为爆款产品，知名品牌奈雪的茶跟进推出“鸭屎香宝藏茶”，引起强烈市场反响，“鸭屎香”迅速走红，风靡中国，成为各大茶饮品牌的新宠。鸭屎香还被应用在瓶装茶饮料、冲泡茶包，甚至扩张到烘焙、零食品类中。